# Wurrumiyanga
Wurrumiyanga (früher Nguiu genannt) ist eine Siedlungsgemeinschaft der Aborigines an der Südostspitze von Bathurst Island im Northern Territory, Australien. Er ist mit 1.421 Einwohnern der größte Ort auf der Insel.

## Erreichbarkeit
Die Insel ist ein Teil der Tiwi-Inseln und befindet sich in der Arafurasee. Der Ort auf Bathurst Island ist vom australischen Festland durch die Apsley Strait getrennt und  etwa 80 Kilometer von Darwin entfernt. Erreicht werden kann er mit Flugzeugen auf dem etwa einen Kilometer entfernten Flughafen oder mit Booten. Ein Zutritt ist aufgrund eines Vertrages aus dem Jahre 1976 zwischen der australischen Regierung und den australischen Ureinwohnern nur noch mit Erlaubnis möglich.

## Geschichte
Nguiu wurde 1911 als katholische Aborigines-Missionsstation von Francis Xavier Gsell gegründet.
Das Nguiu-Postbüro wurde am 3. Juni 1974 auf Bathurst Island eröffnet; es ist das erste und einzige auf der Insel.

## Heute
2010 wurde Nguiu durch das Tiwi Land Council in Wurrumiyanga umgewidmet,  was bedeutet der Ort, auf dem Brotpalmfarne wachsen (engl.: the place where the cycads grow).
In der Siedlung befinden sich Sportanlagen wie ein Footballstadion, Basketballfeld und Schwimmbecken, eine katholische Schule, ein Gesundheitszentrum und Supermarkt.